# Euprosopia comes
Euprosopia comes är en tvåvingeart som beskrevs av Mcalpine 1973. Euprosopia comes ingår i släktet Euprosopia och familjen bredmunsflugor. Inga underarter finns listade i Catalogue of Life.